# 1860–1869
| 1850–1859 | 1860 | 1861 | 1862 | 1863 | 1864 | 1865 | 1866 | 1867 | 1868 | 1869 | 1870–1879 |

Roky 1860–1869, souhrnně zvané 60. léta 19. století.

## Politika a společnost

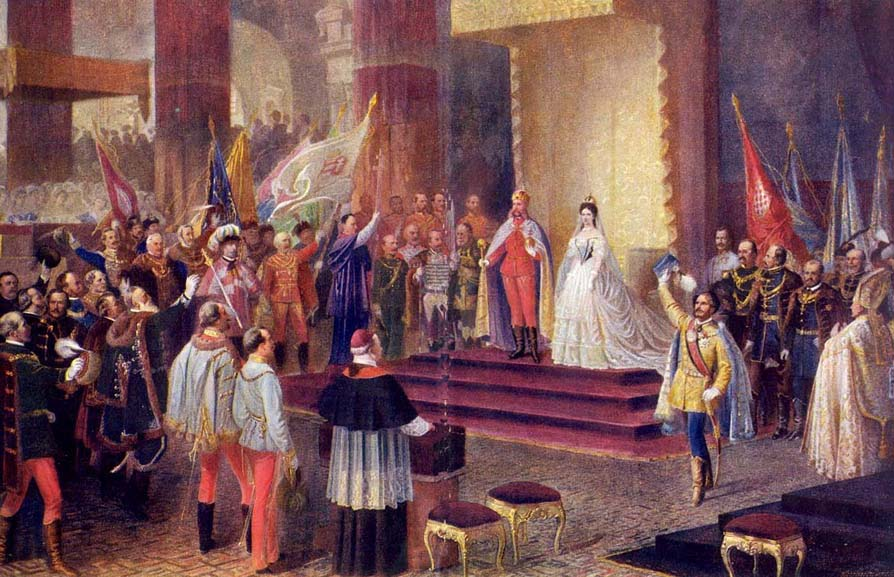
Korunovace Františka Josefa I. a Alžběty Bavorské v Budíně (1867)

- 1860 až 1861: po expedici (pochodu) tisíce (1860) pod vedením Giuseppe Garibaldiho v rámci Risorgimenta – hnutí za svobodu a národní jednotu Itálie v letech 1815–1870 s cílem politicky sjednotit italský národ na Apeninském poloostrově v jeden stát, bylo založeno Italské království (1861–1946)
- 1861 až 1865: americká občanská válka mezi státy Konfederace (Jih) a státy Unie (Sever)
- 1861 až 1867: Francouzská intervence v Mexiku, vyhlášení Druhého mexického císařství
- 1862: Otto von Bismarck je jmenován premiérem Pruska
- 1863: Založení Všeobecného německého dělnického spolku (ADAV) pod vedením Ferdinanda Lassalle, který se v roce 1875 sloučil se Sociálně demokratickou dělnickou stranou (Sozialdemokratische Arbeiterpartei, SDAP) založenou Wilhelmem Liebknechtem a Augustem Bebelem a vytvořil stranu, která od roku 1890 nese název Sociálně demokratická strana Německa (SPD)
- 1864: dánsko-německá válka
- 1864 až 1870: válka trojí aliance (paraguayská válka – Argentiny, Brazílie a Uruguaye proti Paraguayi)
- 1866: 
  - Německá (Prusko-rakouská) válka mezi Rakouským císařstvím a Pruskem
  - zánik Německého spolku (1815–1866)
  - založení Severoněmeckého spolku (konfederace, 1866–1871), předchůdce Německého císařství (1871–1918), resp. Německé říše (1871–1949), které vznikly sjednocením Německa v lednu 1871; spolek (Konfederace) byl založen jako vojenský pakt (aliance) v srpnu 1866 a ústavou z 1. července 1867 získal charakter státu
- 1867: Rakousko-uherské vyrovnání

### Hlavy států a političtí lídři
- České království (1085–1092, 1158–1172 a 1198–1918), resp. Země Koruny české (1348–1918)
  - král (nekorunovaný): František Josef I. (1848–1916)
- Čínské císařství (221 př. n. l.–1912 n. l.)
  - císař: Sien-feng (1850–1861)
  - císařovna vdova: Cch'-si (1861–1908)
- Druhé Francouzské císařství (1852–1870)
  - císař: Napoleon III. (také Ludvík Bonaparte, 1852–1870), byl také první prezident Francie (1848–1852) Druhé Francouzské republiky (1848 – 1852) po třetí francouzské revoluci (únor 1848), byl synovcem Napoleona I. Bonaparta
- Italské království (1861–1946)
  - král: Viktor Emanuel II. (1861–1878), byl první král sjednoceného Italského království s čestným titulem „Otec vlasti“, byl také král Sardinie (1849–1861), pocházel ze savojské dynastie
- Japonsko
  - období Tokugawa (také Edo, japonsky 江戸時代, 1600–1868) 
    - japonský císař: Kómei (1846–1867)

  - období Meidži (明治, 1868–1912)
    - japonský císař: Meidži (Mucuhito, 1867–1912)
- Osmanská říše (1299–1922/1923)
  - sultán a chalífa: Abdülmecid I. (1839–1861), Abdulaziz (1861–1876)
- Perská říše
  - šáh: Nasir ad-Din Šáh (1848–1896)
- Pruské království (1701–1918)
  - král: Vilém I. Pruský (1861–1888), také německý císař (1871–1888)
- Severoněmecký spolek (1867–1871)
  - spolkový kancléř: Otto von Bismarck (1867–1871), byl první Prusko (1862–1890) premiér a také první německý (spolkový) kancléř, přezdívaný Železný kancléř, nejdříve byl spolkový kancléř Severoněmeckého spolku (1867–1871) a poté říšským kancléřem (1871–1890) Německého císařství (1871–1918)
- Prusko (1525–1947)
  - císař: Vilém I. Pruský (1871–1888), byl také pruský král (1861–1888)
  - premiér: Otto von Bismarck (1862–1890), byl první pruský premiér a také první německý (spolkový) kancléř, přezdívaný Železný kancléř, nejdříve byl spolkový kancléř Severoněmeckého spolku (1867–1871) a poté říšským kancléřem (1871–1890) Německého císařství (1871–1918)
- Německý spolek (1815–1848 a 1850–1866)
  - stálé předsednictví: Rakouské císařství
  - místo zasedání sněmu: Frankfurt nad Mohanem
  - politické strany: Neshody s politikou Otto von Bismarcka, který byl v roce 1862 jmenován novým pruským premiérem, vedly k tomu, že se během německé (prusko-rakouské) války oddělila Nationalliberale Partei („Národní liberální strana“) od Deutsche Fortschrittspartei („Německé pokrokové strany“). Po vzoru Pruska se liberálové a demokraté v řadě zemí Německého spolku brzy spojili do národních pokrokových stran ( Fortschrittsparteien). Württemberské království začalo již v prosinci 1861, následovalo Hesenské velkovévodství v srpnu 1862, Nasavské vévodství v únoru 1863. Mimo Prusko vznikla v březnu 1863 Deutsche Fortschrittspartei in Bayern („Německá pokroková strana v Bavorsku“) v Bavorském království, která byla federalističtější než její pruský protějšek, ale také prosazovala jednotu Německa. V dubnu 1863 následovaly Hannoverské království a Saské království. Později se jednotliví členové těchto sesterských stran v říšských sněmech Severoněmeckého spolku a celoněmeckých Německého císařství připojili k Německé pokrokové straně, v níž dominovali jejich pruští kolegové. Ve Württemberském království byla v roce 1866 založena Demokratische Partei („Demokratická strana“), která se v následujících letech rozšířila po celém jihozápadním Německu jako Deutsche Volkspartei („Německá lidová strana“).
- Rakouské císařství (1804–1867) a Rakousko-Uhersko (1867–1918)
  - císař: František Josef I. (1848–1916)
- Ruské impérium (1721–1917)
  - car: Alexander II Nikolajevič (1855–1881)
  - carevna: Marie Alexandrovna (1855–1880)
- Sardinské království (1324–1861)
  - král: Viktor Emanuel II. (1849–1861), byl také první král (1861–1878) sjednoceného Italského království s čestným titulem „Otec vlasti“, pocházel ze savojské dynastie

- Spojené království Velké Británie a Irska (1801–1922), resp. Britské impérium (1583–1997)
  - král Velké Británie a Irska: Albert Sasko-Kobursko-Gothajský (1840 –1861)
  - královna Spojeného království Velké Británie a Irska: Viktorie I. (1837–1901)
  - předseda vlády Velké Británie a Irska: Benjamin Disraeli (27. únor 1868 – 1. prosinec 1868, 20. únor 1874 – 21. duben 1880), William Gladstone (3. prosinec 1868 – 17. únor 1874, 23. duben 1880 – 9. červen 1885, 1. únor 1886 – 20. červenec 1886, 15. srpen 1892 – 2. březen 1894)
- Spojené státy americké (vznik 1776)
  - prezident: Abraham Lincoln (1861–1865), Andrew Johnson (1865–1869), Ulysses S. Grant (1869–1877)
- Španělsko (vznik 1519), resp. Španělské impérium (1492–1975)
  - král: František Cádizský (1846–1868)
  - královna: Isabella II. Španělská (1833–1868)
- Uherské království (1000–1918 a 1920–1946)
  - král: František Josef I. (1848–1916), korunovace roku 1867
- Katolická církev (vznik 1. století)
  - papež: Pius IX. (1846–1878)
- Tibetský buddhismus (do Tibetu poprvé dostal v 7. století)
  - dalajláma: Thinlä Gjamccho (1860–1875), byl dvanáctý dalajláma, duchovní vůdce (gandänthipa) Tibeťanů, tibetské Žluté školy (gelugpa), rozpoznán byl roku 1860  jako inkarnace předchozího dalajlamy Khädub Gjamccho (1838–1856) a 14. srpna téhož roku byl uveden do funkce. Umřel na záhadnou chorobu v osmnácti letech (žil v letech 1857 až 1875) – je možné, že jeho smrt měla spojitost s tehdejší politickou situací (S oslabováním dynastie Čching postupně upadala i její moc nad Tibetem a v polovině 19. století byl její vliv mizivý. Čchingská autorita nad Tibetem se koncem 19. století stala spíše symbolickou než skutečnou, ačkoli ještě v 60. letech 19. století se Tibeťané rozhodli z vlastních důvodů zdůrazňovat symbolickou autoritu říše (Čínského císařství) a dávat jí najevo, že je podstatná. Například dne 13. září 1876 tak byla mezi zástupci Čínského císařství a Britského impéria podepsána smlouva, podle které měli Britové právo vyslat na tibetské území výzkumnou misi, tibetská strana však smlouvu neratifikovala a vstup Britů na své území nepovolila.)

## Věda a technika
- Alfred Nobel vyrábí dynamit v Německu
- James Clerk Maxwell publikuje (zveřejňuje) Maxwellovy rovnice, které se týkají vztahu mezi elektřinou a magnetismem a dokazuje, že světlo je formou elektromagnetického záření
- Gregor Mendel formuluje Mendelovy zákony (pravidla) dědičnosti, které jsou základem genetiky
- Dmitri Ivanovič Mendělejev sestavuje periodickou tabulku (nezávisle na Lotharu von Meyerovi, také Julius Lothar Meyer)

## Umění a humanitní vědy

### Kultura
- Lewis Carroll vydává Alenku v říši divů (1865)
- Karl Marx vydává knihu Kapitál (1867)
- Lev Nikolajevič Tolstoj vydává Vojnu a mír (1869)

### Film a zábava související
Americká občanská válka (1861–1865) je předmětem mnoha filmů, románů a počítačových her. Mezi nejznámější filmy patří:
- Jih proti Severu (z roku 1939)
- Glory (mimo jiné s Morganem Freemanem)
- Gettysburg (monumentální film s Martinem Sheenem v hlavní roli jako americký generál Robert Edward Lee )
- Sever a Jih (seriál)

## Další události

### Ekonomika
- 1862–1865: Německý průmysl dehtových barviv se etabluje (zakládá) na mnoha místech Německé říše. Brilantní barvy pro spotřební materiál.
- 1869: Otevření Suezského průplavu, který zkracuje námořní cestu z Evropy do Indie/Asie, takže již není nutné plout kolem mysu Dobré naděje.

## Narození a úmrtí
Během tohoto desetiletí se narodili politici Jiří V., František Ferdinand d'Este, Mikuláš II., Mahátma Gándhí, Neville Chamberlain, Carl Gustaf Emil Mannerheim, Miklós Horthy, Alois Rašín, Karel Kramář, Andrej Hlinka, spisovatelé Romain Rolland, Anton Pavlovič Čechov, Maxim Gorkij, Petr Bezruč, Otokar Březina, Vilém Mrštík, Antonín Sova, Josef Svatopluk Machar, umělci Alfons Mucha, Gustav Klimt, Gustav Mahler, Edvard Munch i osobnosti Marie Curie-Skłodowská, Pierre de Coubertin, Henry Ford, Grigorij Jefimovič Rasputin, Emil Kolben, Max Weber a Dušan Jurkovič. 
Zemřeli politici Abraham Lincoln, Maxmilián I., Leopold I., spisovatelé Božena Němcová, Charles Baudelaire, Václav Hanka, umělci Gioacchino Rossini, Eugène Delacroix, Hector Berlioz, František Škroup či další osobnosti jako Jan Evangelista Purkyně, Arthur Schopenhauer, Michael Faraday, Albert Sasko-Kobursko-Gothajský a Alfred Windischgrätz.